# جزيرة مازيوي
جزيرة مازيوي (بالسواحلية: Kisiwa cha Maziwi) هي جزيرة صغيرة التي لا يكسوها غطاء نباتي محاطة بالشعاب المرجانيّة تقع على بعد حوالي 8 كيلومتر (5.0 ميل) جنوب شرقي بلدة بانغاني قبالة ساحل تنزانيا الشمالي. أصبحت الجزيرة محمية طبيعية عام 1975. كانت مساحة الجزيرة في مرحلة ما أكبر من مساحتها الحالية، وكان يكسوها غطاء نباتي، ولكنها تآكلت حتى أصبحت الآن مغمورة تماماً بالمياه في وقت أعلى المد والجزر مع ضياع أشجار النخيل والشجيرات التي كانت تغطيها. كذلك لم تعد السلاحف البحرية الخضراء تعشعش على الجزيرة، ومع هذا فما زالت تردادها العديد من الطيور البحريّة. يعيش في البحر العديد من أنواع المرجان وأكثر من مئتين نوع سمك. لم تحظى المحمية بقدر كبير من الجهود الحماية البيئيّة، ولكن تحصل عملية إدارة الجزيرة على عائدات ماليّة متواضعة من خلال الرسوم المفروضة على السيّاح والمستخدمة في تعويض صائدي السمك المحليين عن خسارتهم في الدخل.

## لمحة تاريخية
تشير السجلات التاريخيّة إلى أن الجزيرة كانت في الماضي أكبر بكثير مما هي عليه اليوم حيث كانت تغطيها أشجار النخيل وما إلى ذلك. وعلى الأرجح فقد أدى قيام صائدي السمك بقطع الأشجار على الجزيرة بالإضافة إلى ارتفاع مستوى سطح البحر والتغير في التيارات أو أنماط الطقس واستخدام السيّاح للجزيرة بغرض الغوص إلى تعرض الجزيرة لتآكل كبير.

## النبات والحيوان
هنالك تنوع كبير بالأنواع البحريّة الموجودة ضمن وحول محميات الجزيرة. وهذا يتضمن ما يزيد عن 200 نوعاً من الأسماك ونحو 35 نوعاً من المرجان والعديد من أنواع الطيور وعدد من أنواع النجيل البحري والطحالب والإسفنجيات. كانت الجزيرة فيما مضى موقعاً لتعشيش السلاحف البحرية الخضراء المعرّضة للخطر؛ حيث كان على السلاحف وضع بيضها أعلى خط مياه المد العالي حتى يبقى البيض على قيد الحياة، أمّا الآن فتغمر المياه سطح الجزيرة بأكمله في أزمنة معينة بسبب التآكل الشديد الذي أصاب اليابسة. ورغم عدم عشعشة السلاحف البحرية على الجزيرة كما كانت في السابق، إلّا أنها لا تزال تُرى في الشعاب المرجانية المحيطة بالجزيرة.

## الحفظ والحماية
صُنّفت شعاب مازيوي كمنطقة حماية «عدم استعمال» بموجب برنامج حماية بانغاني/أوشونغو المجتمعي لسنة 1994. ولم يطرأ مع ذلك تغيير يذكر على الإدارة والاستخدام الفعلييّن للشعاب حتى أفضت الجهود المبذولة من قبل شركاء صندوق دوروبو وشركاء المنطقة من صيادي سمك محليين ومنتجعات سياحيّة المعروفة بـ«وارافيكي مازيوي» أي «أصدقاء مازيوي». ويُأخذ من السيّاح بموجب البرنامج رسوم رمزيّة تذهب إلى تعويض صائدي السمك المحليين لقاء مراقبتهم للشعاب وعدم الصيد هناك. إن آثار هذه الحماية غير معروفة حالياً رغم توفر برامج المراقبة هذه.